# Idaea subrecta
Idaea subrecta là một loài bướm đêm trong họ Geometridae.